# Западно-Европейская платформа
Западно-Европейская молодая платформа — платформенная область с палеозойским складковым фундаментом и мезозойско-кайнозойским (местами верхнепермским) чехлом, которая находится в Западной и Средней Европе между альпийскими складковыми образованиями Пиренеев и Альп на юго-западе и юге, океанскими плитами котловины Нансена и Баренцева моря на севере и краевым швом (линии Тейсейра — Торнквиста) Восточно-Европейской древней платформы на востоке. Для неё характерно резко очерченное блочное строение: платформа разбита на высоко поднятые массивы (Богемский, Рейнский, Армориканский, Центральный), выступы (Гарц, Вогезы, Шварцвальд) и глубоко опущенные впадины (Польско-Германская, Северо-Германская, Парижская, Аквитанская, Тюрингская, Субгерцинская). В пределах платформы развиты рифтовые системы: кайнозойская рейнская и мезозойская североморская. С североморской рифтовой системой связаны крупнейшие месторождения нефти и газа. К отложениям цехштейна (верхняя пермь) примыкают крупные месторождения каменных и калийных солей, к каменноугольных отложений — каменный уголь, к пермским и неогеновым — бурый уголь.